# Вікно Бааде

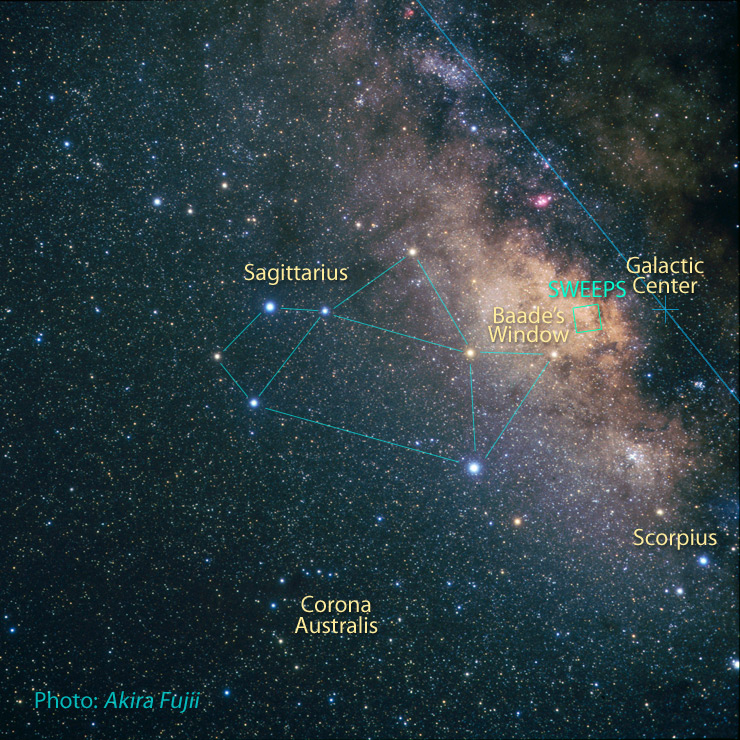
Вікно Бааде в Чумацькому Шляху

Вікно Бааде — це ділянка неба в напрямку на центральну частину Галактики з відносно невеликою кількістю міжзоряного пилу вздовж лінії зору із Землі. Завдяки відносній прозорості речовини в цьому напрямку видно частину балджа Галактики, через що ця область вважається спостережним «вікном». Ця область відповідає одній з найяскравіших видимих ділянок Чумацького Шляху.
Вікно знаходиться в напрямку на сузір'я Стрільця та має назву на честь астронома Вальтера Бааде, який першим відмітив його важливість.

## Історія
Вальтер Бааде спостерігав зорі в цій області в середині 1940-х років за допомогою 2,5-метрового телескопа Гукера в обсерваторії Маунт-Вілсон у Каліфорнії під час пошуку центру галактики Чумацький Шлях. До цього часу структура та розташування галактичного центру не були точно відомі.

## Значення

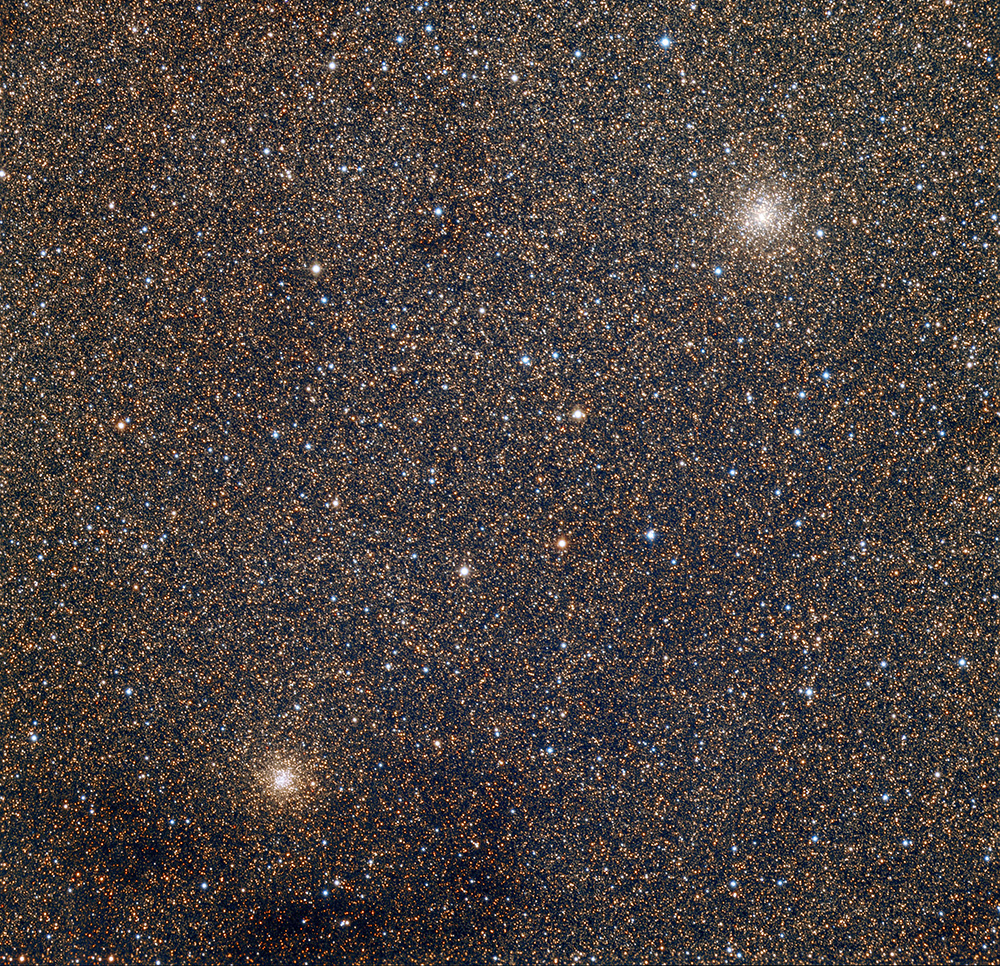
NGC 6522 (угорі праворуч) і NGC 6528 (внизу ліворуч) у вікні Бааде.

Вікно Бааде часто використовується для вивчення віддалених зір центрального балджа у видимому та близькому інфрачервоному діапазоні довжин хвиль. Вікно розташоване трохи «на південь» від центральної частини балджа Галактики. Воно має неправильний контур і охоплює приблизно 1 градус неба. Його центр перебуває в кулястому скупченні NGC 6522 і має галактичні координати l=1,02°, b=-3,92° та екваторіальні координати α=18h 03m 32,14s, δ=-30°02'06,96''.
Вікно Бааде є найбільшою з шести областей, крізь які видно центральні зорі центрального балджа.
OGLE та інші програми спостереження успішно виявили позасонячні планети, що обертаються навколо центральних зір балджа в цій області за допомогою методу гравітаційного мікролінзування.